# Cycloptiloides meruensis
Cycloptiloides meruensis är en insektsart som beskrevs av Sjöstedt 1909. Cycloptiloides meruensis ingår i släktet Cycloptiloides och familjen Mogoplistidae. Inga underarter finns listade i Catalogue of Life.